# Gaesischia nigra
Gaesischia nigra är en biart som beskrevs av Jesus Santiago Moure 1968. Gaesischia nigra ingår i släktet Gaesischia och familjen långtungebin. Inga underarter finns listade i Catalogue of Life.